# Retorn de la inversió
El Retorn de la inversió, més conegut per les seves sigles en anglès ROI (Return On Investment) és una eina de planificació empresarial que permet calcular el retorn esperat de l'acció empresarial, que exigeix fer una valoració tant de la inversió prevista com dels beneficis que se n'esperen obtenir. La manera més simple de fer aquest càlcul seria calcular les quantitats que hauríem d'escriure a la següent fórmula:
{\displaystyle r={\frac {V_{f}-V_{i}}{V_{i}}}}
on:
{\displaystyle V_{f}} = valor final
{\displaystyle V_{i}} = valor inicial